# Орсин
Орсин (3,5-дигидрокситолуол) — органическое соединение с химической формулой C7H8O2. В безводном виде бесцветные иглы, образует моногидрат с формулой C7H8O2·H2O, который имеет вид бесцветных кристаллов, под действием воздуха окрашивающихся в красный цвет. Применяют в микроскопии и в медицине для обнаружения сахаров.
Вещество не следует путать с арсином (очень ядовитый газ без цвета, неорганическое соединение мышьяка), с орсейлем (красящим веществом, получаемым из лишайников) и орсеином (красителем, получаемым экстракцией из орсейля, но также состоящим из смеси различных веществ).
Синонимы: орцин, орcинол, 5-метилрезорцин.

## Свойства
Безводный орсин имеет вид белых листочков или иголок. Имеет молярную массу 124,14 г/моль. Плавится при температуре 107—108 °C, кипит при 287—290 °C. Очень хорошо растворим в воде, эфире и спирте, хорошо растворим в бензоле, очень плохо растворим в петролейном эфире и лигроине.
При кристаллизации из воды образуется моногидрат орсина с формулой C7H8O2·H2O. Моногидрат образует белые кристаллы, окисляющиеся на воздухе и приобретающие при этом красный цвет. Имеет молярную массу 142,15 г/моль. Плавится при температуре 58 °C. Хорошо растворим в спирте и эфире, растворим в воде, слабо растворим в бензоле, хлороформе и сероуглероде.
Помимо гидрата, способен образовывать пикрат с температурой плавления 92 °C и дибензоильное производное, имеющее температуру плавления 88 °C.

### Аналитическое определение
В водных растворах хлорида железа (III) окрашивается в тёмно-фиолетовый цвет.
В растворе хлороформа и гидроксида калия окрашивается в красный цвет, при разбавлении полученного раствора водой цвет меняется на жёлтый и даёт зелёную флуоресценцию.

## Получение
Полусинтетически орсин получают при пиролизе орселлиновой кислоты, получаемой из лишайников:
Синтетически получают из ацетил-паратолуидина.

## Применение
Применяется:
- в микроскопии для определения инулина[2];
- в медицине как реактив на углеводы[2];
- в  аналитической химии для качественного определения хроматов, нитрозилсерной кислоты, нитритов и нитратов[2].